# Legio XXIX
La Legio XXIX (en español, "vigésimonovena legión") fue una legión romana de finales de la república Romana con una breve existencia, de menos de una generación. Su símbolo fue el águila atrapando entre sus garras una serpiente. El numeral XXIX le fue asignado al ser reclutada para la guerra civil entre César y Pompeyo y formar parte de las legiones cesarianas desde la XX hasta la XLI.

## Historia
Esta legión fue reclutada en el norte de Italia por Julio César en 49 a. C., al comienzo de la guerra civil contra Pompeyo para poder complementar a sus legiones veteranas de la Guerra de las Galias después de las operaciones realizadas en Hispania, que culminaron con la victoria de César en la batalla de Ilerda. 
La nueva legión fue desplegada en el sur de Italia para poder apoyar las operaciones de César en Grecia, culminadas en su gran victoria en la batalla de Farsalia. Cuando los pompeyanos, encabezados por Catón de Útica consiguieron organizarse en el norte de África, César decidió invadir este territorio, para lo cual organizó un desembarco y traslado un importante ejército hasta Adrumento, trasportando, entre otras legiones, a la Legio XXIX. En este caso, se utilizaron veteranos de la Legio VI de César, la futura Ferrata para poder encuadrar a los nuevos reclutas.
La batalla decisiva se libró en Tapso, desplegando César la Legio XXIX en el centro del dispositivo. Vencidos sus enemigos, la unidad permaneció de guarnición en África.
Asesinado César en 44 a. C., la Legio XXIX fue incorporada al ejército de su sucesor y sobrino, Octavio; debió integrarse en el ejército de los triunviros que derrotó a los tiranicidas en  la batalla de Filipos. Se mantuvo en las filas de Octavio y fue utilizada por última vez en la definitiva batalla de Actium, en la cual Marco Antonio y Cleopatra fueron derrotados y así Octavio se hizo con el dominio del mundo romano.
La unidad fue licenciada en 30 a. C. y sus veteranos recibieron tierras en el noreste de Italia, concretamente en Castrum Novum en la Regio V Picenum, donde conocemos a uno de sus veteranos llamado Pío,
y en la colonia Pola en la Regio X Venetia et Histria, en la cual conocemos a uno de sus tribunos, Lucio Sergio Lépido, en cuyo honor fue erigido el arco de triunfo conocido como arco de los Sergios, decorado en intradós del arco con un relieve en el que aparece un águila atacando a una serpiente, símbolo de su antigua legión.